# Казе Мацантино (Пиза)
Казе Мацантино је насеље у Италији у округу Пиза, региону Тоскана.
Према процени из 2011. у насељу је живело 24 становника. Насеље се налази на надморској висини од 9 м.